# Reptadeonella costulata
Reptadeonella costulata är en mossdjursart som först beskrevs av Canu och Bassler 1928.  Reptadeonella costulata ingår i släktet Reptadeonella och familjen Adeonidae. Inga underarter finns listade i Catalogue of Life.